# Onthophagus quasitagal
Onthophagus quasitagal là một loài bọ cánh cứng trong họ Bọ hung (Scarabaeidae).